# Gabriele Wichert
Gabriele Wichert (auch: Gabriele Wichert-Dreyer; * um 1956; † 27. November 2017) war eine deutsche Kommunalpolitikerin, Managerin und Bundesgeschäftsführerin des Deutschen Kinderschutzbundes.

## Leben
Gabriele Wichert durchlief nach ihrem Schulabschluss eine Ausbildung zur Diplom-Bibliothekarin, einem Beruf, den sie noch in ihren letzten Lebensjahren als den ihrigen angab.
Wichert war Mitglied der Sozialdemokratischen Partei Deutschlands (SPD) und war als Vorsitzende des ihrerzeitigen SPD-Ortsvereins Südstadt-West maßgeblich an der Zusammenführung mit dem ehemaligen SPD-Ortsverein Südtstadt-Ost/Bult zum späteren SPD-Ortsverein Südstadt-Bult beteiligt.
In der Kommunalpolitik engagierte sich Wichert in den Jahren 1991 bis 2011 in der Verbandsversammlung des Kommunalverbandes Großraum Hannover in der sie als Vorsitzende der SPD agierte, und in der Vertretung der Region Hannover. Dort wirkte sie unter anderem als Mitglied im Ausschuss für Umwelt- und Naherholung sowie im Regionsausschuss. Daneben hat sie insbesondere an der Weiterentwicklung des Zoos Hannover mitgewirkt: Als  Aufsichtsratsvorsitzende war sie nach der Eigen-Kündigung des Zoo-Geschäftsführers Klaus-Michael Machens im Jahr 2005 zuständig für die folgende Vertragsverlängerung von Machens.
Darüber hinaus arbeitete Gabriele Wichert als Bundesgeschäftsführerin des Deutschen Kinderschutzbundes und wirkte als solche für Kinder, Eltern und Familien auch überregional in den Medien, etwa im Jahr 2006 zum dritten Tag für gewaltfreie Erziehung.
Auch in ihrem eigenen Stadtbezirk Südstadt-Bult engagierte sich die Kommunalpolitikerin, die zuletzt noch als Beisitzerin ihres Ortsvereins wirkte und in der Annenstraße 8 wohnte: „Osterfeuer und Kinderfeste, Info-Stände und Verstandssitzungen waren ohne ihre Beiträge undenkbar.“

## Auszeichnungen
Für ihr jahrzehntelanges Wirken „zum Wohle der Menschen in der Region Hannover“ wurde Gabriele Wichert mit der Goldenen Ehrennadel der Region Hannover ausgezeichnet.
Für ihre großen Verdienste wurde Gabriele Wichert 2016 zudem mit der Verleihung der Willy-Brandt-Medaille geehrt.

## Schriften (Auswahl)
- Helga Heinisch-Zachau, Gabriele Wichert-Dreyer (Red.): Sexuelle Gewalt gegen Kinder. Ursachen, Vorurteile, Sichtweisen, Hilfsangebote, hrsg. vom Deutschen Kinderschutzbund, Bundesverband e.V., Hannover: Deutscher Kinderschutzbund, Bundesverband, 1987, ISBN 978-3-923828-08-1 und ISBN 3-923828-08-X; Inhaltsverzeichnis
- Gabriele Wichert-Dreyer (Red.): Planungsgrösse: Kind. Für einen menschenfreundlichen Strassenverkehr, hrsg. vom Deutschen Kinderschutzbund e.V., Hannover: Deutscher Kinderschutzbund, Bundesverband, 1987, ISBN 978-3-923828-06-7 und ISBN 3-923828-06-3
- Gabriele Wichert-Dreyer (Bearb.): Tempo 30 – aber schnell! Argumente und Anregungen zur Durchsetzbarkeit, hrsg. vom Deutschen Kinderschutzbund e.V., 2. Auflage, Hannover: Deutscher Kinderschutzbund, Bundesverband, 1988, ISBN 978-3-923828-10-4 und ISBN 3-923828-10-1
- Gabriele Wichert-Dreyer (Red.): Kinder haben Vorfahrt! Für eine neue Verkehrspolitik. Dokumentation der öffentlichen Veranstaltung im Rahmen der Kinderschutztage 1992 (= DKSB-Materialien; Bd. 2), hrsg. vom Deutschen Kinderschutzbund, Bundesverband e.V., Hannover: DKSB, Bundesverband, 1992, ISBN 978-3-923828-28-9 und ISBN 3-923828-28-4